# روباه پرنده کوهستان برفی
روباه پرنده کوهستان برفی (به چینی: 雪山飛狐) نام سریالی تلویزیونی است که در سال ۲۰۰۶ در شبکه اِی.تی.وی هنگ کنگ پخش شد. دارای ۴۰ قسمت و با بازی نیه یوئن، چو ین و چونگ ین تونگ و به تهیه‌کنندگی ونگ جینگ و کارگردانی لائو وای کونگ است.

## بازیگران
- چو ین در نقش یوئن زی ئی
- چونگ ین تونگ در نقش چنگ لینگ سو
- نیه یوئن در نقش خو فِی
- یه زی لونگ در نقش کودکی خو فِی
- ان ئی شوئن در نقش میائو روآ لَن
- فونگ چونگ سون در نقش میائو رنگ فونگ
- تم ئیو من در نقش تیئن گوئی نونگ
- وونگ چائو سنگ در نقش خو ئی دائو
- جانگ تونگ در نقش زن خو ئی دائو
- گائو خو در نقش پینگ آ سی
- رن یوئن یوئن در نقش ما چون خوآ
- وو چینگ جو در نقش فو کانگ آن
- سنگ وی لین در نقش ون تای لای
- چن جیا جیا در نقش شوئه چوئه
- ری ئی در نقش زن میائو رنگ فونگ

## خلاصه سریال
این سریال بر اساس رمانی نوشته جین یونگ (لوئیس چا) با همین نام است. ماجرای سریال دربارهٔ خو فِی و خواسته‌اش برای انتقام مرگ والدینش است.
چهار خانواده خو، میائو، فَن و تیئن از نسل‌ها قبل با هم پیمان برادری داشتند. ولی بخاطر سو تفاهمی، سه خانواده با خانواده خو دشمنی پیدا می‌کنند. امپراتور که دو رزمی کار ماهر به نام خو ئی دائو (روباه پرنده) و میائو رنگ فونگ (شکست ناپذیر) را خطری برای امپراتوری می‌دانست قصد رهایی از دست آن‌ها را داشت. بخاطر همین امپراتور تیئن گوئی نونگ که آدمی طماع و قدرت طلب بود را به خدمت گرفت و با این نقشه که دو خانواده میائو و خو با هم دشمنی قدیمی دارند را در برابر هم قرار بدهد. میائو رنگ فونگ در برابر خو ئی دائو ۵ روز با هم مبارز کردند و سرانجام خو ئی دائو توسط شمشیر سمی میائو رنگ فونگ کشته می‌شود و همین‌طور زن خو ئی دائو که همراهش بود نیز توسط تیئن گوئی نونگ کشته می‌شود. از خانواده خو تنها پسر تازه متولد شده خو فِی توسط پینگ آ سی نجات پیدا می‌کند. خو فِی توسط پینگ آ سی بزرگ می‌شود و پیش استادهای زیادی تعلیم هنرهای رزمی می‌بیند. او برای انتقام مرگ پدر و مادرش سراغ میائو رنگ فونگ می‌رود و ...